# Seege
Die Seege ist ein  linker Nebenfluss der Elbe in den Landkreisen Lüchow-Dannenberg (Niedersachsen) und Stendal (Sachsen-Anhalt).
Sie hat ihren Ursprung als „Schaugraben“ westlich von Klein Wanzer nahe am Aland. Von dort durchfließt sie zunächst die Gemarkung von Aulosen in Richtung Südwesten, ändert am Nordrand der Gemarkung von Bömenzien die Richtung und fließt dann in nordwestlicher Richtung am nördlichen Ortsrand von Nienwalde entlang.
Am nördlichen Ortsrand von Gartow durchfließt sie den 0,54 km² großen Gartower See und nördlich von Laasche den 0,4 km² großen Laascher See. Sie mündet nördlich von Meetschow in die Elbe.
Der Name leitet sich vom mittelniederdeutschen Wort sēge „langgestreckte, sumpfige Stelle, Flussniederung“ ab.